# The Haunted
The Haunted [ðə hɔ:ntɪd] ist eine Thrash-Metal-Band mit Einflüssen aus dem Melodic Death Metal aus Göteborg, Schweden.

## Geschichte

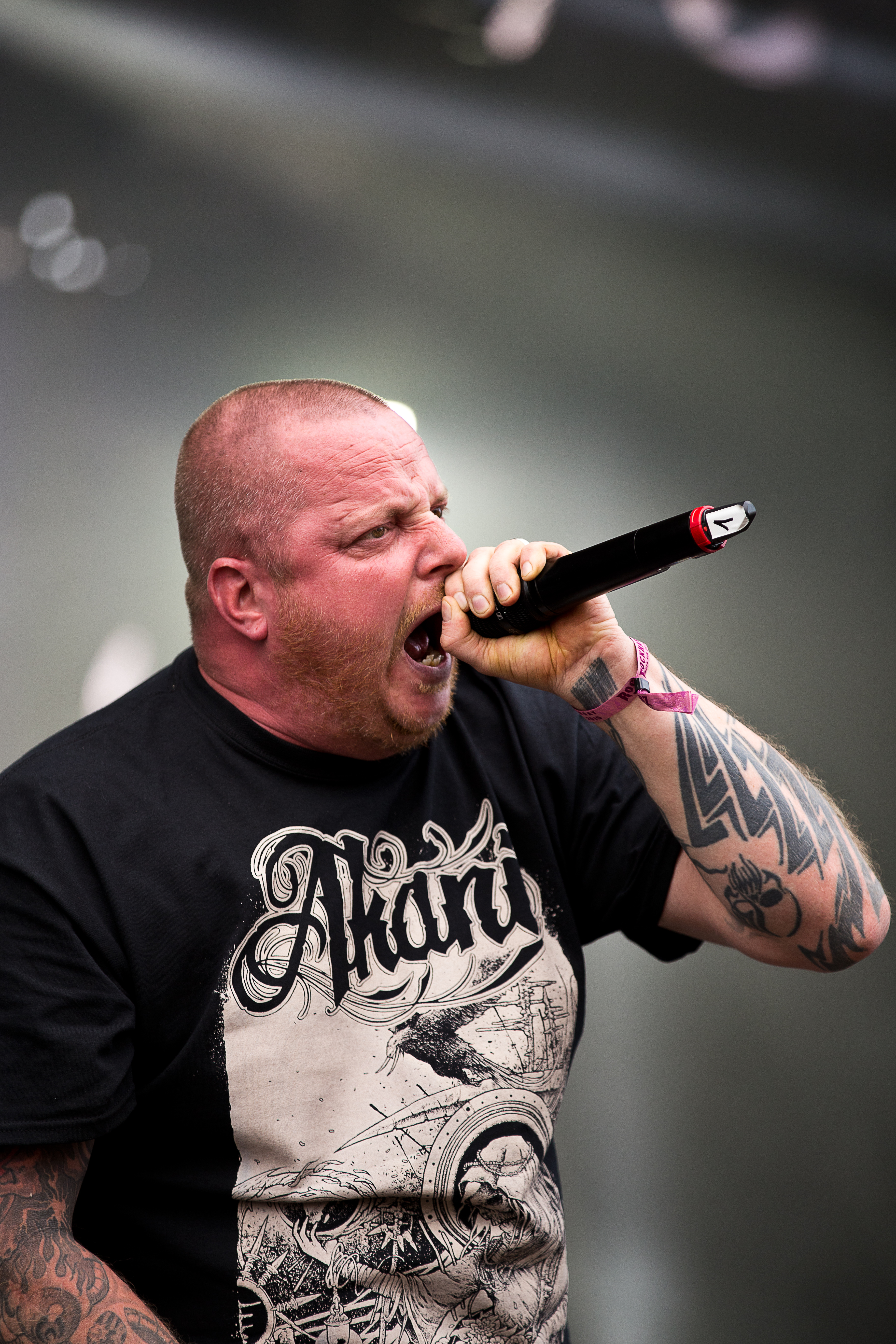
Marco Aro auf dem Rockharz 2015 in Ballenstedt.

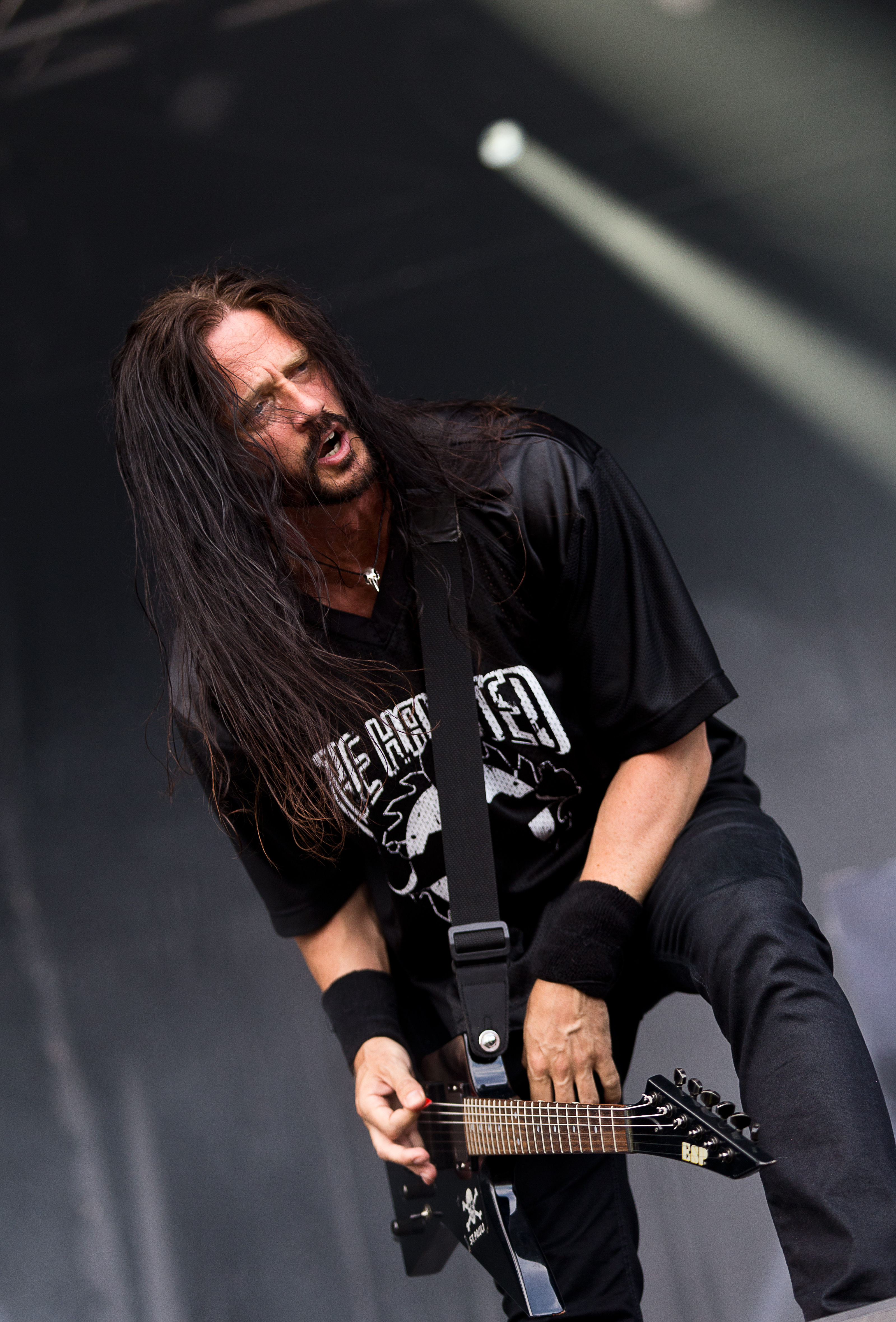
Patrik Jensen auf dem Rockharz 2015.

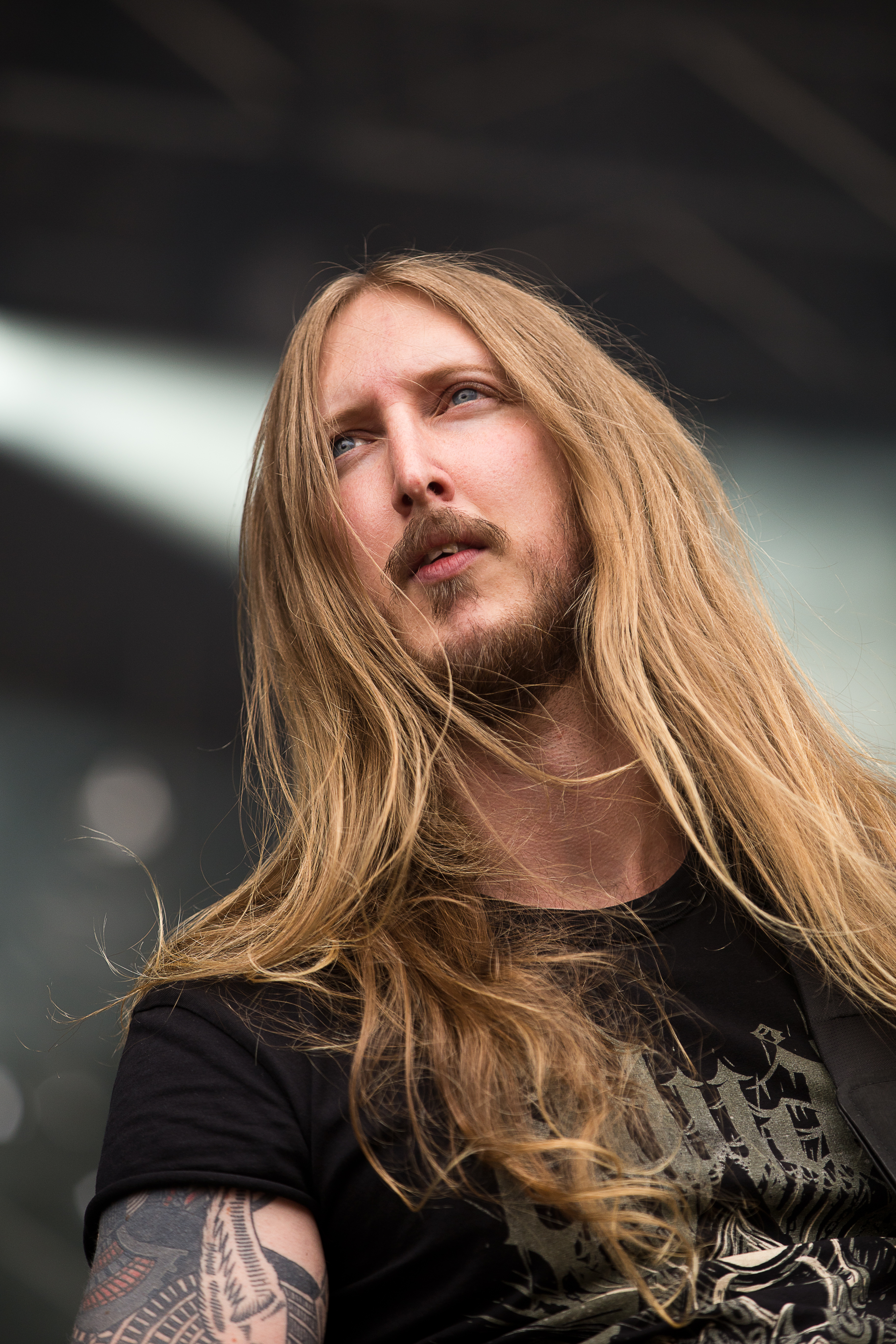
Ola Englund auf dem Rockharz 2015.

Obwohl The Haunted oft als die Nachfolgeband von At the Gates gehandhabt wird, ging die Gründungsinitiative von Patrik Jensen (Witchery, Ex-Seance) aus, der sich im Juli 1996 mit dem ehemaligen At the Gates-Schlagzeuger Adrian Erlandsson zusammenschloss, um an ein paar Liedern für eine gemeinsame Band zu arbeiten. Ihnen schloss sich kurze Zeit später Bassist Jonas Björler, ebenfalls ein ehemaliges Mitglied von At the Gates, an. Erst nachdem die Band nach einem Monat mit dem Zweitgitarristen John Zwetsloot (Ex-Dissection) unzufrieden war, trat schließlich auch Jonas Zwillingsbruder und ex-At-the-Gates-Mitglied Anders Björler als Ersatz bei. Als Sänger wurde Peter Dolving (Mary Beats Jane) angeworben. Die Band wurde daraufhin von der Plattenfirma Earache Records unter Vertrag genommen, da noch einige Alben von At the Gates vertraglich mit der Firma ausstanden. Somit veröffentlichte The Haunted 1998 ihr gleichnamiges Debütalbum. Anschließend tourte die Band zu Promotionszwecken zusammen mit Napalm Death durch Europa.
Im November 1998 verließ Dolving die Band und wurde im März 1999 von Marco Aro (Ex-Face Down) ersetzt. Noch vor Beginn der ausstehenden Nordamerika-Tour zusammen mit Testament wechselte Schlagzeuger Erlandsson zur britischen Dark-Metal-Band Cradle of Filth, jedoch wurde mit Per Möller Jensen (ex-Invocator) bald Ersatz gefunden. In dieser Konstellation brachte The Haunted im Oktober 2000 ihr zweites Album The Haunted Made Me Do It auf den Markt. Zudem wurde der Livemitschnitt während eines Konzerts in Tokyo im November 2000 zu einem Live-Album mit dem Titel Live Rounds in Tokyo verarbeitet. Die dazugehörenden Videoaufnahmen sowie die eines Auftritts in Malmö, Schweden im März 2001 wurden außerdem unter dem Titel The Haunted Caught on Tape als DVD veröffentlicht. Des Weiteren verließ Anders Björler im Jahr 2001 kurzzeitig die Band, um ein Universitätsstudium aufzunehmen, revidierte jedoch kurze Zeit später seine Entscheidung und kehrte Ende 2002, nachdem er von Marcus Sunesson (The Crown) auf Tournee vertreten worden war, überraschend zur Band zurück, kurz bevor diese das Studio aufsuchte, um ihr drittes Album One Kill Wonder aufzunehmen. Das Album kam im Februar 2003 auf den Markt und erreichte die Platzierung 23 in den schwedischen Album-Charts. Es folgten Tourneen durch Südafrika, Europa und den USA. 
Trotz der Erfolge verkündete die Band im Oktober 2003 überraschend den Ausstieg von Sänger Marco Aro und den Wiedereintritt von dessen Vorgänger Peter Dolving. Unter dem Plattenlabel Century Media kam 2004 das vierte Studioalbum rEVOLVEr auf den Markt. Es folgten Tourneen durch Großbritannien, Europa und die USA einschließlich eines Auftritts beim Ozzfest am 15. Juli 2005 in Mansfield, Massachusetts. Nachdem die Band 2006 einige Auftritte sowohl in Japan als auch Australien absolviert hatte, wurde im Mai 2006 das fünfte Studioalbum The Dead Eye in Århus, Dänemark aufgenommen und im darauf folgenden Oktober veröffentlicht. Das Album erreichte Platz 14 in den schwedischen Album-Charts. Weitere Tourneen durch die USA und Europa folgten.
Im März 2008 kehrte die Band wieder nach Dänemark ins Studio zurück, um zusammen mit dem Produzenten Tue Madsen Lieder für ein neues Album aufzunehmen, an denen sie bereits seit Oktober 2007 gearbeitet hatte. Alle Songs wurden im April 2008 live im Studio eingespielt, um, laut einiger Bandmitglieder, die Energie und den wahren Geist von The Haunted hervorzuheben. Anschließend wurden die Gesang-Spuren von Peter Dolving separat aufgenommen und mit den Songs gemixt. Als sechstes Studioalbum erschien Versus am 19. September 2008 in Deutschland. Mit dem Album gewann The Haunted bei den Swedish Metal Awards 2009 in der Kategorie 'Best Metal Album of 2008'. Es folgte 2009 eine Tournee als Co-Headliner von All That Remains durch Europa, sowie eine eigene USA/Kanada-Tournee, die vor allem von Merauder und The Agonist begleitet wurde.
Im April 2009 veröffentlichte Earache Records eine Kompilation mit dem Titel Warning Shots als Doppel-CD, auf der zum einen Songs aus den ersten vier Alben von The Haunted und zum anderen Demoaufnahmen sowie alte Bonustracks der schwedischen und japanischen Versionen vereinigt sind. Demzufolge setzt sich die Kompilation lediglich aus bereits veröffentlichten Stücken zusammen, auf die sich Earache die Rechte gesichert hatte.
Ein Jahr später ging The Haunted auf die langanhaltenden Wünsche vieler Fans ein und veröffentlichte im April 2010 ein Live-Album mit Sänger Peter Dolving. Dabei handelt es sich um Audio und Video-Aufzeichnungen, die während der The Haunted Versus Europe Tour am 13. Februar 2009 in Amsterdam aufgenommen wurden. Auf der DVD befindet sich des Weiteren eine 65-minütige, in Eigenregie produzierte Dokumentation mit dem Titel On the Road with The Haunted. Das Filmmaterial stammt aus Aufnahmen, die während einer zehntägigen UK-Tour im Februar 2005 entstanden sind. Zusätzlich wurden auf der DVD die letzten sechs offiziellen Musikvideos, sowie auf der CD fünf Studio Bonustracks, die bei den Aufnahmen zu Versus entstanden waren, hinzugefügt.
Im Oktober und November 2010 wurde das siebte Studioalbum in den Antfarm Studios in Århus, Dänemark aufgenommen. Das Album trägt den Titel Unseen und wurde abermals von Tue Madsen produziert, gemischt und gemastert. Das Veröffentlichungsdatum in Europa war der 21. März 2011. Bei der schwedischen TV-Show P3 Guld 2011 gab die Band bereits einen Vorgeschmack auf das Werk, indem sie dem Publikum den Song No Ghost live präsentierten. Dabei wurde bestätigt, dass sich die Stilrichtung des neuen Albums deutlich von den vorangehenden Alben unterscheidet, wie es Peter Dolving bereits in mehreren Interviews angekündigt hatte. Zum einen wurde das für The Haunted bekannte Tempo reduziert und zum anderen wurde mehr Wert auf Melodie und 'cleanen' Gesang gelegt. Am 29. Februar 2012 wurde bekanntgegeben, dass Peter Dolving die Band verlassen hat. Im Oktober 2012 verließen auch Anders Björler und Per Möller Jensen The Haunted. 
Im April 2013 kehrten Gründungsmitglied Adrian Erlandsson und der ehemalige Sänger Marco Aro zur Besetzung zurück; neuer Gitarrist wurde Ola Englund (Six Feet Under, Feared). Im Jahre 2014 wurde das Album Exit Wounds aufgenommen, im Jahre 2017 folgte das Album Strength in Numbers.

## Diskografie

### Alben
| Jahr | Titel Musiklabel                          | Höchstplatzierung, Gesamtwochen, AuszeichnungChartplatzierungen (Jahr, Titel, Musiklabel, Platzierungen, Wochen, Auszeichnungen, Anmerkungen) | Höchstplatzierung, Gesamtwochen, AuszeichnungChartplatzierungen (Jahr, Titel, Musiklabel, Platzierungen, Wochen, Auszeichnungen, Anmerkungen) | Höchstplatzierung, Gesamtwochen, AuszeichnungChartplatzierungen (Jahr, Titel, Musiklabel, Platzierungen, Wochen, Auszeichnungen, Anmerkungen) | Höchstplatzierung, Gesamtwochen, AuszeichnungChartplatzierungen (Jahr, Titel, Musiklabel, Platzierungen, Wochen, Auszeichnungen, Anmerkungen) | Anmerkungen                              |
| Jahr | Titel Musiklabel                          | DE | AT | CH | SE | Anmerkungen                              |
| ---- | ----------------------------------------- | --- | --- | --- | --- | ---------------------------------------- |
| 1998 | The Haunted Earache Records               | — | — | — | — | Erstveröffentlichung: 23. Juni 1998      |
| 2000 | The Haunted Made Me Do It Earache Records | — | — | — | — | Erstveröffentlichung: 31. Oktober 2000   |
| 2003 | One Kill Wonder Earache Records           | — | — | — | SE23 (3 Wo.)SE | Erstveröffentlichung: 17. Februar 2003   |
| 2004 | rEVOLVEr Century Media                    | — | — | — | SE18 (3 Wo.)SE | Erstveröffentlichung: 18. Oktober 2004   |
| 2006 | The Dead Eye Century Media                | — | — | — | SE14 (2 Wo.)SE | Erstveröffentlichung: 31. Oktober 2006   |
| 2008 | Versus Century Media                      | — | — | — | SE14 (3 Wo.)SE | Erstveröffentlichung: 19. September 2008 |
| 2011 | Unseen Century Media                      | — | — | — | SE5 (4 Wo.)SE | Erstveröffentlichung: 21. März 2011      |
| 2014 | Exit Wounds Century Media                 | DE64 (1 Wo.)DE | — | CH100 (1 Wo.)CH | SE32 (1 Wo.)SE | Erstveröffentlichung: 25. August 2014    |
| 2017 | Strength in Numbers Century Media         | DE49 (1 Wo.)DE | — | CH65 (1 Wo.)CH | SE25 (1 Wo.)SE | Erstveröffentlichung: 25. August 2017    |
| 2025 | Songs of Last Resort Century Media        | DE83 (1 Wo.)DE | AT49 (1 Wo.)AT | CH40 (1 Wo.)CH | SE11 (1 Wo.)SE | Erstveröffentlichung: 30. Mai 2025       |

### Videoalben
| Jahr | Titel Musiklabel                           | Höchstplatzierung, Gesamtwochen, AuszeichnungChartplatzierungen (Jahr, Titel, Musiklabel, Platzierungen, Wochen, Auszeichnungen, Anmerkungen) | Höchstplatzierung, Gesamtwochen, AuszeichnungChartplatzierungen (Jahr, Titel, Musiklabel, Platzierungen, Wochen, Auszeichnungen, Anmerkungen) | Höchstplatzierung, Gesamtwochen, AuszeichnungChartplatzierungen (Jahr, Titel, Musiklabel, Platzierungen, Wochen, Auszeichnungen, Anmerkungen) | Anmerkungen                          |
| Jahr | Titel Musiklabel                           | DE | CH | SE | Anmerkungen                          |
| ---- | ------------------------------------------ | --- | --- | --- | ------------------------------------ |
| 2002 | The Haunted Caught on Tape Earache Records | — | — | — | Erstveröffentlichung: 11. März 2002  |
| 2010 | Road Kill Century Media                    | — | — | SE29 (1 Wo.)SE | Erstveröffentlichung: 21. April 2010 |

### Sonstiges
- 2002: Live Rounds in Tokyo (Live-Album)
- 2005: Tsunami Benefit Split-CD mit Napalm Death und Heaven Shall Burn (Century Media)
- 2009: Warning Shots (Kompilation)
- 2014: Cutting Wounds (Single)

## Auszeichnungen
Grammis
| Jahr | Kategorie      | für                       | Resultat  |
| ---- | -------------- | ------------------------- | --------- |
| 2001 | Hardrock/Metal | The Haunted Made Me Do It | Gewonnen  |
| 2004 | Hardrock/Metal | One Kill Wonder           | Gewonnen  |
| 2007 | Hardrock/Metal | The Dead Eye              | Nominiert |
| 2012 | Hardrock/Metal | Unseen                    | Nominiert |